# NGC 3962
NGC 3962 је елиптична галаксија у сазвежђу Пехар која се налази на NGC листи објеката дубоког неба.
Деклинација објекта је - 13° 58' 29" а ректасцензија 11h 54m 39,8s. Привидна величина (магнитуда) објекта NGC 3962 износи 10,7 а фотографска магнитуда 11,7. Налази се на удаљености од 30,351 милиона парсека од Сунца. NGC 3962 је још познат и под ознакама MCG -2-30-40, UGCA 253, PGC 37366.